# Robert Coppée
Robert Victor Joseph Coppée (ur. 23 kwietnia 1895 w Haine-Saint-Pierre, zm. 1 stycznia 1970) – belgijski piłkarz występujący podczas kariery na pozycji napastnika. Złoty medalista z Antwerpii.

## Życiorys
Coppée całą swoją karierę klubową spędził w Royale Union Saint-Gilloise. Zdobył z nimi raz mistrzostwo Belgii oraz raz zwyciężył w pucharze Belgii.
Debiut w reprezentacji Belgii zaliczył 9 marca 1919 roku w zremisowanym 2:2 towarzyskim meczu z reprezentacją Francji. Pierwszego gola w drużynie narodowej 17 lutego 1920 w meczu z amatorską reprezentacją Anglii. Zdobył w tym meczu także drugiego gola, a Belgowie wygrali mecz 3:1.  Wraz z kolegami zdobył złoty medal na Letnich Igrzyskach Olimpijskich 1920 w Antwerpii. Belgowie po kolei pokonywali reprezentacje Hiszpanii, Holandii oraz Czechosłowacji. Coppée zagrał w każdym z tych meczów i strzelił w nich 4 bramki. Także na Letnich Igrzyskach Olimpijskich 1924 wziął udział w turnieju razem z kolegami, lecz tam już w pierwszej rundzie polegli ze Szwedami. Ogólnie w barwach narodowych wystąpił 15 razy, zdobywając 9 bramek.

### Występy w reprezentacji w danym roku
| Repreezentacja | Rok     | Mecze | Bramki |
| -------------- | ------- | ----- | ------ |
| Belgia         | 1919    | 1     | 0      |
| Belgia         | 1920    | 5     | 6      |
| Belgia         | 1921    | 3     | 0      |
| Belgia         | 1922    | 2     | 1      |
| Belgia         | 1923    | 1     | 1      |
| Belgia         | 1924    | 3     | 1      |
| Ogólnie        | Ogólnie | 15    | 9      |